# نيكولو بيتشينينو
نيكولو بيتشينينو (بيرودجا، 1386 - كوزاغو، 15 أكتوبر 1444) كوندوتييرو إيطالي.

## السيرة
ولد في بيروجيا وكان ابن جزار .
بدأ الخدمة العسكرية في برانشو دا منتوني.